# Kazimiera Skalska
Kazimiera Skalska (ur. 1 października 1899 w Krakowie, zm. 12 stycznia 1985 w Nicei) – polska aktorka teatralna i filmowa.

## Życiorys
Znana także jako Kazimiera Skalska-Szapiro. Aktorka występowała od 1916 roku, m.in. w latach 1919-1924 w krakowskim Teatrze Bagatela, w latach 1924-1925 w warszawskim Teatrze Polskim. W latach 30. występowała m.in. w Teatrze Wielkim i Teatrze Rozmaitości w Warszawie. Po wybuchu II wojny światowej znalazła się w Londynie, została członkiem zarządu emigracyjnego ZASP-u. 
Była żoną Karola Albrechta, przedsiębiorcy, najbardziej znanego jako właściciel legendarnej warszawskiej kawiarni ziemiańska. Jej drugim mężem był dziennikarz Jerzy Szapiro.
Jej synem był Zbigniew Iskrzyński, kawaler orderu Virtuti Militari, ppor. Wojska Polskiego, który poległ w 1944 roku pod Falaise.

## Filmografia
- 1916: Pod jarzmem tyranów
- 1926: Cyganka Aza – Motruna
- 1934: Czy Lucyna to dziewczyna? – Antonina (Tunia) Żmijewska, sekretarka dyrektora Brauna
- 1938: Moi rodzice rozwodzą się – Muszalska